# نيكي أمانة
نيكي أمانة (7 مارس 1829 - 30 يناير 1897) كان فيلسوفًا يابانيًا. درس القانون والاقتصاد في هولندا. أصبح مستشارًا سياسيًا لتوكوغاوا يوشينوبو قبل وبعد استعراش مييجي. شغل منصب بيروقراطي في وزارة الحرب ووزارة التعليم ووزارة الشؤون الشعبية ووزارة القصر الإمبراطوري في ظل حكومة مييجي. شارك في صياغة المبادئ العسكرية والمرسوم الإمبراطوري للجنود والبحارة. عمل مع موري أرينوري وآخرين على تشكيل مجتمع ميروكوشا وإدخال الفلسفة الغربية.

## نشأته
ولد نيشي في ميدان تسوانو بمقاطعة إيوامي (حاليًا مدينة تسوانو، محافظة شيمانه) وهو ابن طبيب ساموراي كان يمارس الطب الصيني. كان طفلًا عبقريًا، ويقال إنه قرأ كلاسيكيات بر الوالدين في سن الرابعة والكتب الأربعة والكلاسيكيات الخمسة في سن السادسة. في عام 1853، بعد دراسة الكونفوشية في مدرسة ميدانه وفي أوساكا، أُرسل نيشي إلى مدينة إيدو لدراسة رانغاكو (التعلم الهولندي)، بهدف أن يصبح مترجمًا شفويًا لتهيل ممارسة الأعمال التجارية مع العالم الخارجي عبر التجار الهولنديين المقيمين في دييما في مدينة ناغاساكي. شملت واجباته أيضًا ترجمة الكتب الأوروبية إلى اليابانية لمراجعتها من قبل مجموعة مختارة من المسؤولين الحكوميين ضمن نظام توكوغاوا باكوفو. في عام 1854، أدان نيشي، بالإضافة إلى العديد من زملائه المثقفين اليابانيين في ذلك الوقت، النظام الإقطاعي الياباني ونظام الساموراي لصالح متابعة الدراسات الغربية، إذ اعتقد هؤلاء المثقفون أن النظام الإقطاعي الياباني غير متوافق مع الدراسات الغربية. تعين نيشي من قبل الحكومة بصفته يوغاكوشا أو باحثًا متخصصًا في التعليم الغربي. بالإضافة إلى نيشي، شملت مجموعة اليوغاكوشا فوكوزاوا يوكيتشي وموري أرينوري وناكامورا ماساناو، الذين تلقوا جميعًا تعليمهم ضمن نظام كانغاكو، وهو نوع من التعلم الصيني التقليدي. لاحقًا، في عام 1857، تعين نيشي أستاذًا في معهد بانشو شيرابيشو.
مع تزايد الضغوط الأجنبية على اليابان لإنهاء سياسة العزلة الوطنية، قرر الشوغون في عام 1862 إرسال نيشي وتسودا ماميتشي إلى هولندا لتعلم المفاهيم الغربية للعلوم السياسية والقانون الدستوري والاقتصاد. رحلا عام 1863 مع الطبيب الهولندي يوهانس ليخديوس كاثارينوس بومبي فان ميردرفورت، الذي أنشأ أول مستشفى تعليمي للطب الغربي في ناغاساكي.

## فيلسوف ضمن فترة مييجي
عاد نيشي إلى اليابان في عام 1865، وكان مشاركًا نشطًا في استعراش مييجي. عزز الاحتكاك بالغرب والمثقفين الغربيين لأنه كان يخشى أن تكون المقاومة الداخلية للتحديث والتغيير المرتبطين بالاحتكاك بالغرب، على المدى الطويل، أكثر تدميرًا لليابان من أي تداعيات معقولة للاحتكاك بالغرب. في أثناء وجوده في الخارج، فُتن نيشي بالفلسفة الغربية وأدرك أن هذا السعي الفكري قائم على أسس الحضارة الغربية، ولذلك، عند عودته، أصبح هدفه نشر الفلسفة الغربية التي كان على احتكاك بها من أجل المساعدة في سد الفجوة الفكرية بين الشرق والغرب. أعاد نيشي إلى اليابان فلسفات الوضعية والنفعية والتجريبية، والتي نقلها من خلال كتاباته ومحاضراته ومشاركته في مجتمع ميروكوشا الذي شكله موري أرينوري، وساهم في العديد من المقالات في المجلة التابعة لذلك المجتمع. بفضل مساهمات نيشي، تمكنت الوضعية من الازدهار ضمن فترة مييجي في اليابان لأنها أعطت الشعب الياباني فرصة للاستقرار والتفاهم في مجتمع وثقافة كانا يمران بتغييرات ثورية سريعة. بالنسبة لنيشي، كانت الوضعية هي النظير الغربي للدراسات العملية الشرقية (جيتسوغاكو)، مع التركيز على التسلسل الهرمي للمعرفة المشابه لذلك الموجود في الكونفوشية. استُقبلت ترجمات نيشي حول النفعية بشكل جيد خلال فترة الاستعراش لأن النفعية تعزز المبدأ الاجتماعي على الفردي، وهو مفهوم يمكن بسهولة التوفيق بينه وبين العقل الكونفوشي ضمن فترة مييجي في اليابان. وطدت النفعية أيضًا عملية التحديث اليابانية لأن نيشي وآخرين طبقوها لتبرير الاقتصاد الصناعي والتجاري. أما بالنسبة للتجريبية، أصبح نيشي وبقية مثقفي يوغاكوشا شخصيات بارزة في عصر مييجي للتنوير (بومي كايكا، أي «الحضارة والتنوير»)، إذ روجوا للتجريبية والدراسات العملية بدلًا من التفكير المجرد بهدف توصل كل فرد إلى فهم الحقيقة.